# خيرونيمو توماس آبرو هيريرا
خيرونيمو توماس آبرو هيريرا هو كاهن كاثوليكي دومينيكاني، ولد في 30 سبتمبر 1930 في Jarabacoa ‏ في جمهورية الدومينيكان، وتوفي في 27 يونيو 2012.